# Ракий
Ракий (или Рахий, либо Лакий — критская форма имени, др.-греч. Ῥάκιος, Λάκιος) — персонаж древнегреческой мифологии, миф о котором имеет несколько версий. Ряд версий относят его к времени сразу после Троянской войны, другие же — к VIII в. до н. э.
Согласно Антимаху, это сын Лебеса, микенец.
Согласно Павсанию, критянин, во главе отряда основал поселение в Колофоне, оттеснив карийцев. После падения Фив фиванцы отправились в Азию. Ракий взял себе в жены Манто, а её спутникам разрешил остаться в стране. Его сын Мопс. См. Лакий.
Согласно версии Афинея, Лакий — спутник Мопса (сына Манто), либо линдиец, брат Антифема. Мопс послал его с дружиной в Фаселиду, там он купил землю для поселения у Калабра/Килабра.
По Стефану Византийскому, братья Лакий и Антифем прибыли в Дельфы, и Пифия повелела Лакию плыть к восходу, а засмеявшемуся (отсюда греч. Гела) Антифему — к заходу. По Филостефану и Линдийской хронике, Лакий и Антифем — линдийцы.